# Mushir (rango militar)
Mushir (en árabe: مشير‎) es una palabra árabe que significa "consejero" o "consejera". Está relacionado con la palabra shura, que significa consulta o "toma de consejo".
Como título oficial, históricamente indica un asesor personal para la regla. En este uso es más o menos comparable a los títulos europeos de Consejero de Estado.
En un contexto militar, "mushir" se asoció con la idea del consejero o consejero personal del gobernante en asuntos militares, y como tal se convirtió en el rango más alto en los países árabes y el Imperio Otomano. Se usa como el rango más alto en la mayoría de las fuerzas armadas del Medio Oriente y África del Norte, para ejércitos, marinas y fuerzas aéreas. Por lo tanto, es equivalente a los rangos de Mariscal de campo y Almirante.

## Irak
En Irak bajo el gobierno de Sadam Huseín, la armada iraquí mantuvo un rango de almirante de flota conocido como Mushir. Un Mushir era el más antiguo de todos los oficiales navales y el rango rara vez se otorgaba. La insignia de la manga era la misma que la de un Almirante.[cita requerida]
El rango de Mushir en Irak se conoce como "Muhib" y se usa en todas las direcciones oficiales y no oficiales. [cita requerida] Sadam Huseín como comandante en jefe de las fuerzas armadas era un "personal honorario" muhib "(مهيب ركن) en el ejército iraquí, y el uniforme que usualmente llevaba era el de un muhib de personal. Era el único muhib en el ejército iraquí, ya que el ministro de defensa y el jefe de gabinete tenían el rango de "Fariq awal rukun" (فريق اول ركن) o "general de personal". (Hussein nunca sirvió realmente en el ejército iraquí, pero se le ordenó como gobernante de Irak). Después de la caída de Hussein en la invasión de Irak en 2003, el rango de Mushir quedó obsoleto en el nuevo ejército iraquí.[cita requerida]

## Arabia Saudita
En Arabia Saudita, el rango de Mushir normalmente se lleva a cabo ceremonialmente por la Familia real saudí, y se traduce como "Mariscal de campo de primera clase".

## Lista de mariscales de campo egipcios

### Reino de Egipto
- HH Abbas I Hilmi Pasha (1813-1854)
- HH Ibrahim Pasha (1789-1848)
- Yahya Mansur Yeghen (1837-1913)
- Horatio Herbert Kitchener (1850-1916)
- 20 de diciembre de 1914 -  SS. Sultán Hussein Kamel (1853-1917)
- SM el Rey Fuad I (1868-1936)
- 'Aziz' Ali al-Misri (1879-1965)
- SM el Rey Farouk (1920-1965)
- 1949 - SM el Rey Abdullah I de Jordania (1882-1951)
- 26 de julio de 1952 -  SM el Rey Fuad II (nacido en 1952)
- 21 de febrero de 1955 -  SM el Rey Hussein de Jordania (1935-1999)

### República Árabe de Egipto
- Abdel Hakim Amer (1919-1967)
- Noviembre de 1973 - Ahmad Ismail Ali (1917-1974)
- Abdel Ghani el-Gamasy (1921-2003)
- Ahmed Badawi (1927-1981)
- Mohammed Aly Fahmy (1920-1999)
- Abd al-Halim Abu Ghazala (1930-2008)
- Mohamed Hussein Tantawi (nacido en 1935)
- Abdel Fattah Said Husein Jalil el-Sisi (nacido en 1954)

- Datos: Q4216901